# OFF the game
OFF — бельгійська відеогра 2008-го року, створена Mortis Ghost. Англійською перекладена у 2011. OFF залишила значний слід в історії відеоігор завдяки своєму глибокому сюжету, персонажам і особливій атмосфері. Гра розроблена компанією Unproductive Fun Time, до складу якої входять дві людини: Мартін Ґеоріс («Mortis Ghost») та Аліас Конрад Колдвуд. Гра розроблена на рушії RPG Maker 2003.
Все починається з таємничої істоти відомого як «the Batter» (Баттер), про якого відомо лише те, що він покликаний закінчити свою «важливу місію». Баттер подорожує по чотирьом дивним Зонам очищаючи їх та відкриваючи гравцеві все більше секретів гри.

## Ігровий процес
Ігровий процес гри OFF досить стандартний для RPG-ігор, що містить всі основні моменти, такі як підвищення рівня персонажа та приєднання нових союзників в ігрову «партію». Геймплей фокусується на підвищенні таких ігрових навичок, як атака і захист. Єдина істотна відмінність полягає в тому, що «особливі здібності» тут названі «вміннями». Бойова система також має трохи незвичайну систему елементів. Кожна атака властива своїй складовій світу, а деякі компоненти сильніші інших. Всього цих елементів п'ять: дим, метал, пластик, м'ясо та цукор.
Кожна область гри, які називаються Зонами, повністю відокремлена одна від одної, і для проходження потрібна конкретна карта Зодіаку, яку можна відшукати у стража кожної з Зон.
У грі також можна знайти безліч головоломок, наприклад, головоломка, яка має на увазі під собою взаємодію з блоками в певному порядку. Кожна Зона також додає свою власну унікальну ігрову механіку і має зазвичай якийсь певний вид головоломок.
Варто також відзначити, що гра містить нецензурну лексику, що може бути неприйнятно для деяких людей.

## Сюжет
Баттер (the Batter) подорожує через Зони ігрового світу і намагається очистити їх. У грі всього п'ять зон, якщо вважати Кімнату (The Room) Зоною.

## Факти
- OFF стала шостою грою 2008 року, якою користувачі ділилися з друзями найбільше, стоячи поруч з першими п'ятьма високобюджетними AAA-іграми.
- OFF порівнюють з Mother, хоча творець OFF назвав цей збіг випадковим.
- Перемикач в кінці гри безпосередньо пов'язаний з назвою і пояснює її.
- У назві вікна, в якому відкривається гра є вказівка до деякого «гріха».
- В OFF персонажі часто звертаються безпосередньо до гравця, тим самим ламаючи так звану четверту стіну.
- Коли гравець доходить до будь-якої з кінцівок гри, під час титрів можна почути композицію Over the Rainbow у виконанні Джуді Гарленд.
- За заявою Mortis Ghost, Королева і Баттер не є людьми; приставки «le» у французькій та «the» в англійській версіях гри не випадкові.

## Саундтрек
Оригінальні саундтреки були написані Alias Conrad Coldwood. Усього є 37 композицій.
- Global
- Silencio
- Fourteen Residents
- Pepper Steak
- Not Safe
- Stay in your Coma
- Empty Warehouse
- Tender Sugar
- Rainy Day (and Meat)
- Soft Breeze
- Clockwork
- Flesh Maze Tango
- Fake Orchestra
- Desperately Safe
- The Walls are Listening
- Windows Licking
- A Stab of Happiness
- Unreasonable Behaviour
- Minuit à Fond la Caisse
- Burned Bodies
- Yesterday was Better
- Some Rudiments Of Propriety
- Magic Pipe
- Endless Hallway
- Front Gate
- The Race of a Thousand Pounds
- Silence
- O Rosto De Um Assassino
- The Race of a Thousand Ants
- Brain Plague (Rewind & Re-Reversed)
- Grey pencil
- Panic in Ballville (Level 1)
- Panic in Ballville (Boss Level 1)
- The Meaning of His Tears
- The Woman of your Dreams
- Avatar Beat
- Just like a Bunch of Monkeys fighting Underwater